# Drosophila pilocornuta
Drosophila pilocornuta este o specie de muște din genul Drosophila, familia Drosophilidae, descrisă de Lachaise și Chassagnard în anul 2001.
Este endemică în Tanzania. Conform Catalogue of Life specia Drosophila pilocornuta nu are subspecii cunoscute.